# Dario Vidošić
Dario Vidošić (né le 8 avril 1987 à Osijek en RFS Yougoslavie, aujourd'hui en Croatie) est un ancien joueur de football international australien, qui jouait en tant que milieu offensif.

## Biographie

### Jeunesse et débuts
Les parents croates de Vidošić quittent la Yougoslavie en 1988 pour immigrer en Australie, lorsque son père, Rado, reçut une offre pour évoluer dans le club des Queensland Lions. La famille s'installe à Brisbane, où Dario grandira et ira à Regents Park à l'école, à la Yugumbir State School, puis à la Cavendish Road State High School. 
Son père, après avoir été entraîneur-assistant du club de A-League du Queensland Roar de 2005 à mai 2008, est désormais l'assistant de l'équipe junior d'Australie.
Dario Vidošić joue tout d'abord avec les Queensland Lions en 2004 avec qui il participe en 2004 à la compétition de football des National Schoolboys. Il rejoint ensuite l'institut de l'Australian Institute of Sport qui le forme au  soccer dans son programme, avant que Dario ne rejoigne la A-League, où il signe son premier contrat professionnel, un contrat de deux ans avec le Queensland Roar (désormais Brisbane Roar) au début de la saison 2006–07.

### Carrière en club

#### Brisbane Road
Au premier tour, Vidosic fait son fait match pro chez les senior en rentrant en cours de jeu lors de la seconde-mi-temps, et sert un but à l'Écossais Simon Lynch avant de marquer son but. Il ne débute directement dans le onze de départ pour Queensland Roar que lors du huitième tour contre Perth Glory FC et inscrit le but de la victoire, celui du 2–1 pour Roar, avant d'être remplacé. Au tour 17, il remplace le milieu Matt McKay blessé, et inscrit un doublé contre les Central Coast Mariners, devenant le premier joueur de moins de 21 ans à inscrire deux buts dans un match en A-League, et par la même occasion le premier joueur de moins de 20 ans à inscrire plus de 3 buts en une saison. Vidosic inscrira encore un but lors de la saison, contre Melbourne Victory au Round 20.

#### 1. FC Nuremberg
Ses bonnes performances lors de la saison attirent quelques clubs étrangers, et ce fut le club allemand de Bundesliga du 1. FC Nuremberg qui lui offrit un essai de deux semaines. Le 1. FC Nuremberg disposait à l'époque de beaucoup de joueurs australiens, quatre, dont deux furent directements achetés en A-League lors de la saison précédente. Le 22 mars 2007, Vidosic signe un contrat de 3 ans avec le club de 1.Bundesliga.
Il n'est que rarement utilisé lors de sa première saison au club, jouant en tout 60 minutes, entrant sur 4 matchs en Bundesliga, championnat dans lequel son club fut relégué en D2 à la fin de la saison. Pourtant, il fut en même temps un joueur clé de la réserve du club, le 1. FC Nuremberg II qui atteignit la Regionalliga Süd. 
Lors de la saison suivante, sa carrière est troublée par une blessure, et Dario ne joue que trois matchs professionnels et quatre avec la réserve, dont un but, tout cela avant l'arrêt hivernal. Il retourne alors d'un essai infructueux avec le club danois du Esbjerg fB.
Il inscrit ensuite son premier but en Europe lors d'un match contre le SC Fribourg, donnant la victoire à Nuremberg 1–0 au Dreisamstadion. Après ce match, Vidosic fut plus souvent titulaire avec Nuremberg, et inscrivit un autre but crucial lors d'une victoire 1–0 contre FC Ingolstadt 04 au début du mois de mai, avant d'en inscrire un autre une semaine plus tard lors du derby bavarois contre Greuther Fürth qui se solda par 1–1. Vidosic participa donc à la remontée de Nuremberg en 1. Bundesliga.

#### MSV Duisburg
Le 19 janvier 2010, son club du 1. FC Nuremberg annonce que son milieu offensif de 22 ans est prêté à un autre club allemand, le MSV Duisburg, pour le reste de la saison.
Il joue en tout 12 matchs et inscrit une réalisation.

### Carrière en sélection

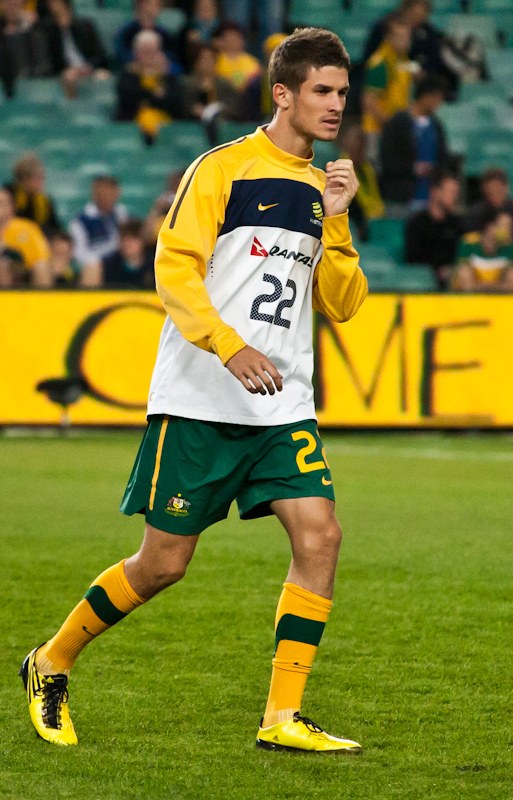
Vidosic au stade de football de Sydney

En octobre 2006, Vidošić est tout d'abord sélectionné avec l'équipe australienne des moins de 20 ans, les Young Socceroos, et participe à la Coupe d’Asie des nations des moins de 19 ans 2006 en Inde. En février 2007, il joue avec l'équipe d'Australie espoirs des moins de 23 ans, les Olyroos, lors des qualifications olympiques à Adélaïde, inscrivant le 11e but sur la victoire australienne 11–0 contre Taïwan.
En juillet 2008, après ne pas avoir été appelé par l'équipe australienne olympiques par le sélectionneur Graham Arnold, qui dispute les JO à Pékin, il  évoque pour la première fois la possibilité d'évoluer avec l'équipe de Croatie.
Lors d'une interview en mai 2009, Vidosic révèle qu'une première sélection avec les socceroos serait pour lui un rêve pour achever sa belle saison.
Le 17 juin 2009, Vidosic fait ses grands débuts en sélection avec l'équipe d'Australie senior, les Socceroos, lors de leur dernier match de qualifications pour la coupe du monde 2010 contre le Japon, rentrant à la place de Tim Cahill à la 86e minute. Il joue son second match lors d'une partie amicale contre les Pays-Bas le 10 octobre 2009.
Il est ensuite convoqué dans la liste finale des 23 australiens qui disputent le mondial 2010 en Afrique du Sud.

## Statistiques de carrière

### Club
Mis à jour le 17 août 2010
| Club            | Saison  | Championnat | Championnat | Coupe  | Coupe | Asie/Europe | Asie/Europe | Total  | Total | Total |
| Club            | Saison  | Matchs      | Buts        | Matchs | Buts  | Matchs      | Buts        | Matchs | Buts  |       |
| --------------- | ------- | ----------- | ----------- | ------ | ----- | ----------- | ----------- | ------ | ----- | ----- |
| Brisbane Roar   | 2006–07 | 17          | 5           | 5      | 2     | -           | -           | 22     | 7     |       |
| Total           |         | 17          | 5           | 5      | 2     | 0           | 0           | 22     | 7     |       |
| 1. FC Nuremberg | 2007–08 | 4           | 0           | 0      | 0     | 0           | 0           | 4      | 0     |       |
| 1. FC Nuremberg | 2008–09 | 11          | 3           | 0      | 0     | -           | -           | 11     | 3     |       |
| 1. FC Nuremberg | 2009–10 | 9           | 0           | 1      | 0     | -           | -           | 10     | 0     |       |
| 1. FC Nuremberg | 2010-11 | 4           | 0           | 0      | 0     | -           | -           | 4      | 0     |       |
| Total           |         | 28          | 3           | 1      | 0     | 0           | 0           | 29     | 3     |       |
| MSV Duisburg    | 2009–10 | 12          | 1           | 0      | 0     | -           | -           | 12     | 1     |       |
| Total           |         | 12          | 1           | 0      | 0     | 0           | 0           | 12     | 1     |       |
| Total carrière  |         | 57          | 9           | 6      | 2     | 0           | 0           | 63     | 11    |       |

### Buts internationaux
| #  | Date        | Lieu                                            | Adversaire       | But | Résultat | Compétition |
| -- | ----------- | ----------------------------------------------- | ---------------- | --- | -------- | ----------- |
| 1. | 24 mai 2010 | Melbourne Cricket Ground, Melbourne (Australie) | Nouvelle-Zélande | 1-1 | 2-1      | Amical      |